# Киске Уфа
Киске Уфа (баш. Киске Өфө; Вечерняя Уфа) — общественно-политическая и литературно-художественная еженедельная газета, издающаяся в Уфе на башкирском языке.

## История
Газета учреждена в 2002 году. Учредителем выступила администрация городского округа город Уфа.

## Редакция
Редакция газеты расположена в городе Уфе на Революционной улице, дом 167/1.
Газета публикует материалы о различных аспектах жизни в Уфе и Башкортостане, этнографические материалы о башкирах, статьи на морально-этические и религиозные темы.
Тираж «Киске Уфа» на 2012 год составлял 7 тысяч экземпляров.
Главным редактором со дня учреждения газеты является Гульфия Гареевна Янбаева.

## Рубрики
В «Киске Уфа» регулярно выходят следующие рубрики:
- В столице (баш. Баш йортта)
- Намёк (баш. Ишара)
- Правила бытия (баш. Йәшәйеш ҡағиҙәһе)
- Азарт (баш. Ҡомар)
- Раскрой свои истоки (баш. Тарихыңды таныт)